# Rhinolophus refulgens
Rhinolophus refulgens — вид рукокрилих ссавців з родини підковикових.

## Таксономічна примітка
Таксон відокремлено від R. lepidus.

## Середовище проживання
Країни проживання: Таїланд, Малайзія, Сінгапур, Індонезія.